# Salavat Julajev Ufa
Hokkejnyj Klub Salavat Julajev, russisk: Хоккейный клуб «Салават Юлаев», basjkirsk: «Салауат Юлаев» хоккей клубы, som regel omtalt som Salavat Julajev Ufa, er en professionel russisk ishockeyklub, der spiller i den Kontinentale Hockey-Liga (KHL). Klubben blev stiftet i 1961 og har hjemmebane i Ufa-Arena i Ufa i Republikken Basjkortostan.

## Historie
Tekst mangler, hjælp os med at skrive teksten

## Titler og bedrifter

### Sovjetisk mesterskab
Klasse A2 (næstbedste liga)
- Vinder (5): 1977-78, 1979-80, 1981-82, 1984-85, 1991-92.

### Russisk mesterskab
- Vinder (2): 2007-08, 2008-09.
- Nr. 2 (1): 1998-99.
- Nr. 3 (3): 1994-95, 1995-96, 1996-97.

### Ruslands Superliga
- Vinder (1): 2007-08.
- Finalist (1): 1998-99.
- Semifinalist (1): 1996-97.

### IHL
- Semifinalist (2): 1994-95, 1995-96.

### KHL
- Gagarin-pokalen (1 titel): 2008-09.
- Konferencefinalist (2): 2009-10, 2013-14.

### Europæiskebedrifter
IIHF Continental Cup
- Vinder (1): 1994-95.
- Nr. 2 (1): 1996-97.

Spengler Cup
- Nr. 2 (2): 1995, 1996.

## Trænere
Tekst mangler, hjælp os med at skrive teksten